# Dubai Marina
Dubai Marina és un barri de Dubai, Emirats Àrabs Units, al cor de la zona coneguda com a Nou Dubai entre Jebel Ali i Dubai Internet City, Dubai Media City i la Universitat Americana. Està formada per 200 edificis de luxe de gran altura, entre els quals les Dubai Marina Towers, la Torch Dubai Marina, la Infinity Tower, la Princess Tower, la Number One Dubai Marina, la Marina Terrace, la torre La Reve i la Horizon Tower; serà la marina més gran del món que fins ara era la Marina del Rey al comtat de Los Angeles, Califòrnia.
Compta amb una població de 55.052 habitants (2018) dins una superfície de 4.101 km².